# Comuna Medvode
Medvode (Občina Medvode) este o comună din Slovenia, cu o populație de 14.161 de locuitori (2002).

## Localități
Belo, Brezovica pri Medvodah, Dol, Dragočajna, Golo Brdo, Goričane, Hraše, Ladja, Medvode, Moše, Osolnik, Preska, Rakovnik, Seničica, Setnica, Smlednik, Sora, Spodnja Senica, Spodnje Pirniče, Studenčice, Svetje, Tehovec, Topol pri Medvodah, Trnovec, Valburga, Vaše, Verje, Vikrče, Zavrh pod Šmarno Goro, Zbilje, Zgornja Senica, Zgornje Pirniče, Žlebe